# Joseph Hoyois
Joseph Éleuthere Marie Sophie Hoyois, né à Tournai le 14 juin 1861 et décédé à Holzminden le 15 mai 1918, fut un homme politique belge catholique.
Il fut docteur en sciences politiques et administratives (1882, KUL), en droit (1883) et candidat notaire (1883).
Il fut élu député à la Chambre des Représentants de 1894 à 1918.

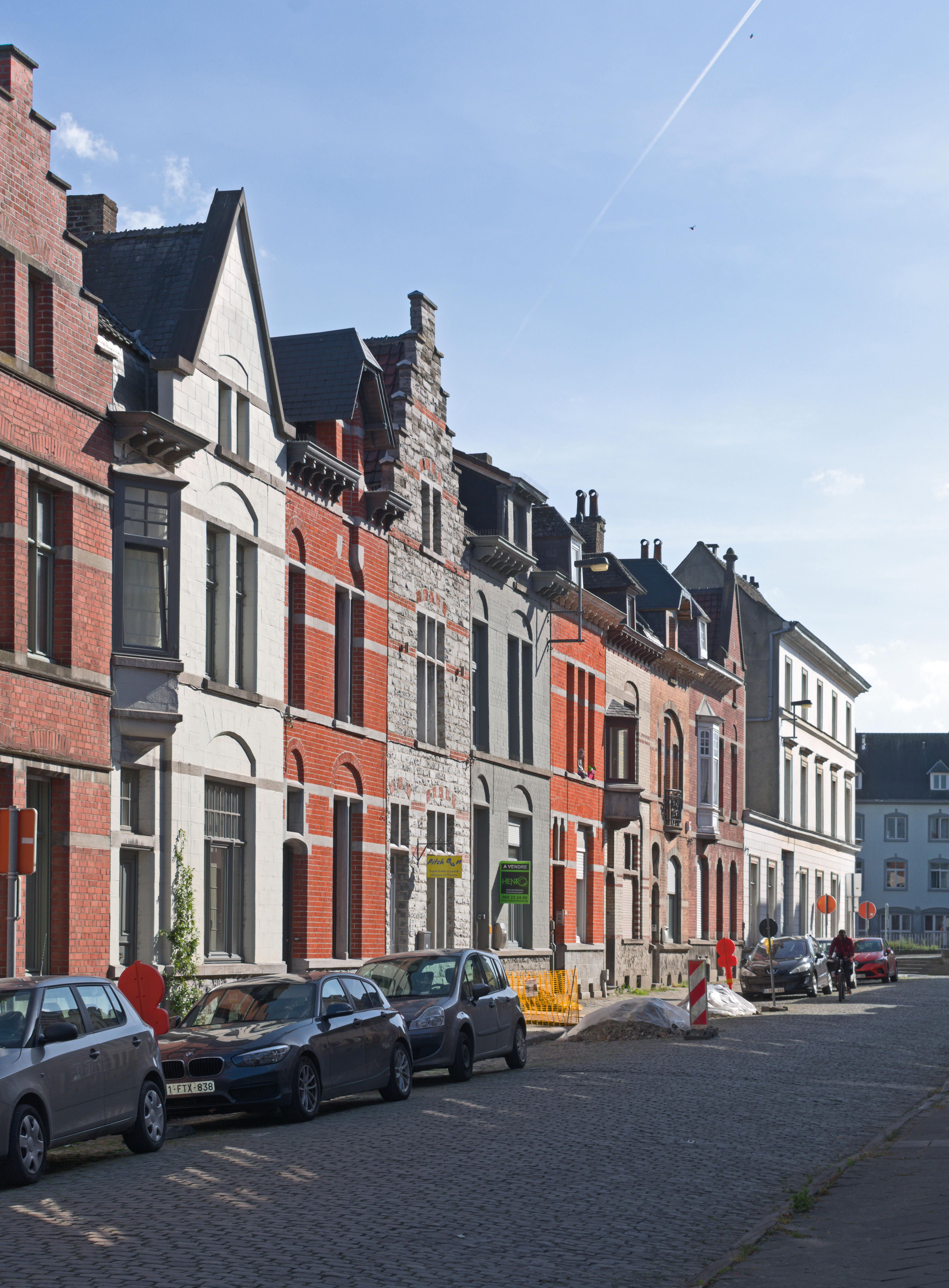
La rue Joseph-Hoyois à Tournai.